# Tacobamba (gemeente)
Tacobamba is een gemeente (municipio) in de Boliviaanse provincie Cornelio Saavedra in het departement Potosí. De gemeente telt naar schatting 11.498 inwoners (2018). De hoofdplaats is Tacobamba.